# Spermogonie
Pycnide, Écidiole
Pour un article plus général, voir Rouille (maladie).

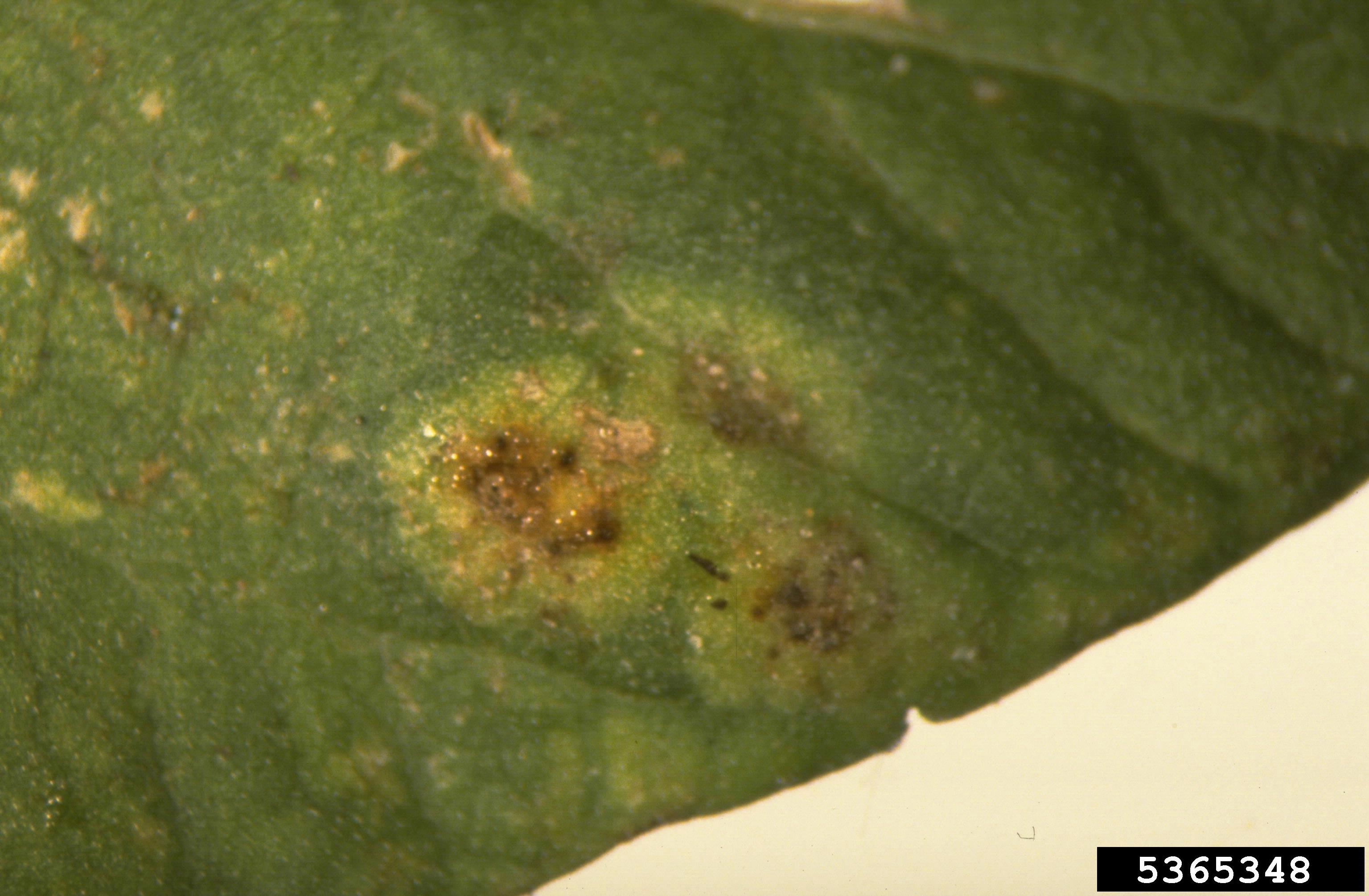
Spermogonies d'Uromyces appendiculatus.

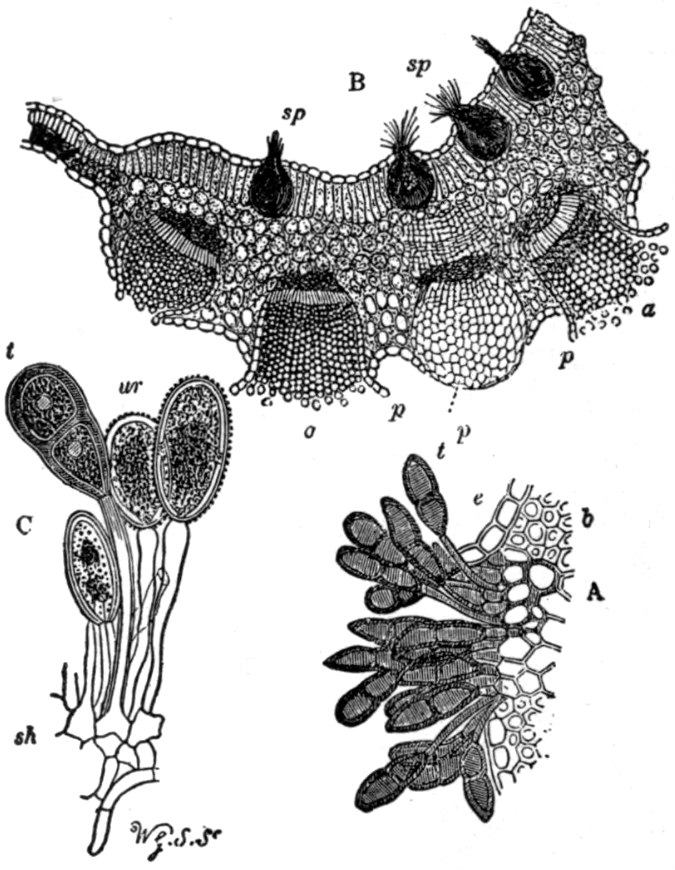
Schéma d'une feuille attaquée par Puccinia graminis en coupe transversale. Différentes formes de spermogonies (sp) sont visibles ainsi que des écidies (a), des urédospores (ur) et une téliospore (t).

Une spermogonie (du grec ancien σπέρμα, spérma, « semence » et γονία gonia, « création »), également nommée pycnide, écidiole, est une sore contenant des organes de reproduction des champignons phytopathogènes de l'ordre des Pucciniales agents de la rouille dans un des stades de leur cycle de vie complexe. Elle assure leur reproduction sexuée par la production de spores fongiques nommées spermaties (ou pycniospores). Le code de la spermogonie dans les clés de détermination est « 0 » et celui des spermaties est « 0sp. »,,.

## Description

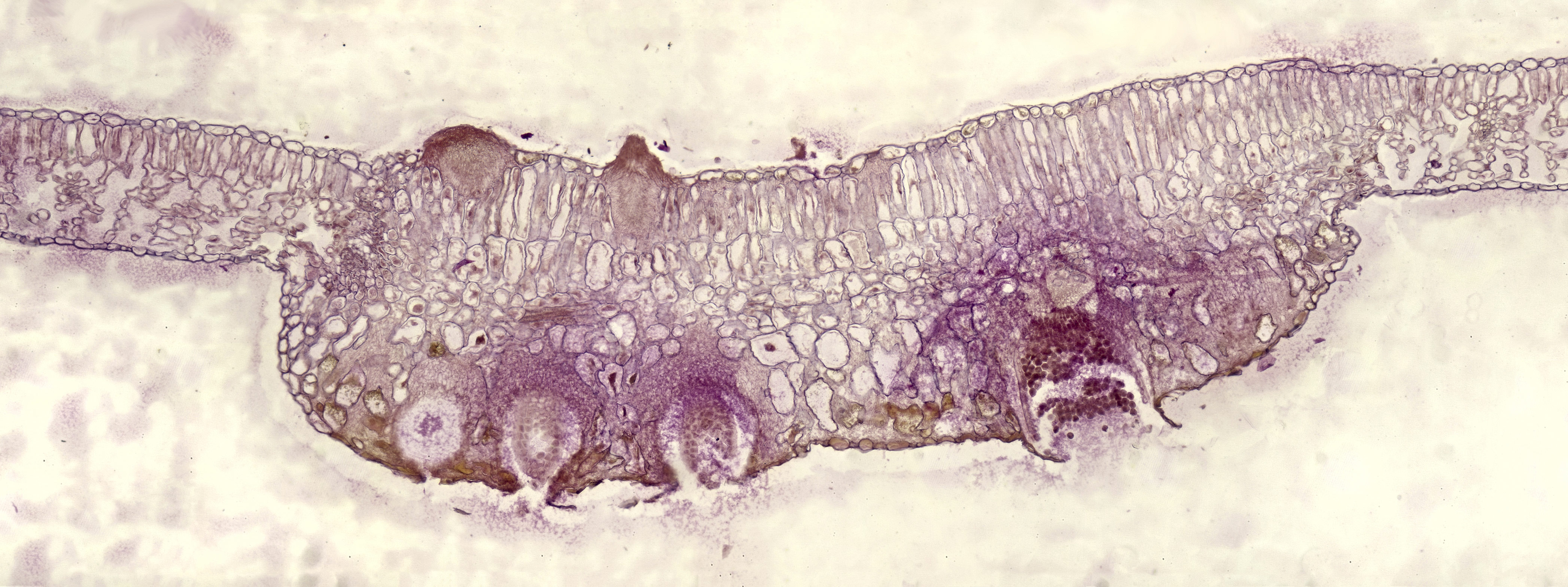
Coupe transversale d'une feuille d'Épine-vinette parasitée par Puccinia graminis. En haut, se trouvent les spermogonies, en bas les écidies différents stades de développement : de la protoécidie à gauche à l'écidie mature productrice d'écidiospores à droite.

Les spermogonies sont des dépôts de spores qui se trouvent sur le dessus des feuilles, sous l'épiderme ou à l'intérieur. Elles sont généralement simples, globuleuses, coniques, de couleur jaune, orange ou foncée et sont pourvues d'une ostiole correspondant à un stomate de la plante hôte. Elles dégagent des odeurs distinctes (spermatique, douceâtre, moisie, etc.),. Malgré leur petite taille, douze types morphologiques ont été différenciés, certains étant spécifiques au genre.
Les spermaties sont des minuscules spores globuleuses ou ovoïdes, hyalines et sont sexuellement différenciées par un signe - ou +.

## Biologie
Les spermogonies sont haploïdes et permettent la fécondation ou dit avec le vocabulaire dédié à la dicaryotisation (aussi nommée spermatisation ou diploïdisation), c'est-à-dire qu'elles permettent de maintenir deux noyaux sexuellement différents dans chaque article de l’hyphe pendant sa croissance dans l'écidie. 
Les spermogonies résultent de la germination printanière d'une basidiospore. Elles se forment en même temps que des protoécidies qui se trouvent généralement à proximité immédiate ou sur la face opposée de la feuille,. 
Le contenu d'une spermagonie comporte des paraphyses qui délimitent l'ostiole et des spermatiophores regroupés en un hyménium qui produisent des spermaties. Ces dernières sont progressivement évacuées et s'agglutinent dans une gouttelette de miellat qui recouvre l'ostiole. Les spermaties de signe + sont alors transférées par des insectes attirés par le miellat sur les hyphes récepteurs proéminents (nommé trychogyne) d'une autre spermogonie qui les acheminent jusqu'à une protocécidie de signe - généralement située sur la face opposée de la feuille, ce qui provoque sa fécondation et la transforme en une écidie,.